# Marcel Rademakers
Mark Meekers (pseudoniem van Marcel Rademakers) (Blaasveld, 1939) is een Vlaams dichter, essayist en romancier. Hij is de meest bekroonde dichter in het Nederlands taalgebied en samen met Hugo Claus de meeste bekroonde auteur in België. Onder dit pseudoniem publiceerde hij een vijftiental dichtbundels, een groot aantal essays en korte verhalen en één roman. Als beeldend kunstenaar is hij actief onder zijn echte naam.

## Biografie
Marcel Rademakers werd geboren in Blaasveld uit Limburgse ouders. Zijn jeugd bracht hij door in de Antwerpse havenbuurt (Sint-Andrieskwartier) en keerde in de vakanties terug naar de idyllische Kempen, vanwaar zijn ouders afkomstig waren.
Hij volgde Grieks-Latijnse humaniora aan het Sint-Jan Berchmanscollege in Antwerpen en studeerde Wijsbegeerte en Letteren aan de Katholieke Universiteit Leuven. Hij was actief in de jeugdbeweging, schreef teksten, stapliederen en het zangspel De sprekende vogel (opgevoerd in Antwerpen, 1965). In de jaren 60 raakte hij verzeild in het kleinkunstwereldje en schreef op instigatie van Kor Vander Goten luisterliedjes (tekst en muziek) waarmee hij zelf optrad. Meekers koos na kortstondig wetenschappelijk onderzoek voor een loopbaan in het onderwijs waar hij geschiedenis en esthetica doceerde.
Hij was/is redacteur van de tijdschriften Zefier, Letters, Leuvense Letters / www.conceptcircuit.nl. Hij jureerde in poëziewedstrijden zoals de Poëzieprijs van de stad Leuven, van de stad Tongeren, van Keerbergen, van de Stad Oostende, van Mengmettaal e.a.
Rademakers trad op voor radio en televisie (Coda TV2 / de plaatselijke zender ROB) en las geregeld voor uit zijn werk op literaire manifestaties (Het Europees Poëziefestival, Leuven Literair enz.). Hij is stichter en tot op heden voorzitter van het dichterscollectief Mengmettaal (1991). Hij zag twee van zijn gedichtencycli op muziek gezet door componist Dirk Blockeel.
Hij publiceerde in meer dan 250 bloemlezingen en handboeken voor het onderwijs, stelde meerdere verzamelbundels samen, schreef één roman, essays over literatuur en beeldende kunst, korte verhalen en handpalmverhalen. Vooral het beeldgedicht draagt zijn voorkeur weg. Zes van de zestien bundels die hij publiceerde zijn gewijd aan het leven en het werk van een collega-beeldend kunstenaar: Van Gogh, Camille Claudel, Rembrandt, Gauguin, Constantin Meunier en Eugeen Van Mieghem.
Mark Meekers publiceerde in literaire tijdschriften als DW&B, Yang, Parmentier, Poëziekrant, Deus ex Machina, Vlaanderen, Kruispunt, Appel, Zefier, Gierik/NVT, Pi, Concept, Verba en een dertigtal andere… verleidde kranten en magazines als de Standaard der Letteren, Het Belang van Limburg, Gazet van Antwerpen, Knack, Metrokrant, Lyra, Sabam-Magazine… tot publicatie van zijn gedichten.
Zijn literair werk meer dan honderdmaal bekroond in Vlaanderen en Nederland.
Mark Meekers is eveneens actief als beeldend kunstenaar onder zijn echte naam. Hij pionierde op het vlak van de visuele poëzie, sloeg met zijn beeldgedichten en beeldpoëmen een brug tussen gedicht en beeldende kunst. Hij werd meermaals bekroond voor zijn ironische tekeningen en ‘sculptoons’, hield in de jaren 1950-60 voeling met het Antwerpse literaire en artistieke milieu rond G58 - waartoe onder meer kunstenaars als Michel Seuphor en Paul Van Hoeydonck behoren - en het Hessenhuis. Hij was mede-initiator van de internationale groep LUMEN NUMEN (Antwerpen, 1967), en stichter van de internationale groep FUSION, artistes peintres du Sud-Ouest (Frankrijk, 1985). Hield een twintigtal solotentoonstellingen in België, Nederland en Frankrijk. Nam deel aan vele groepsexposities in binnen- en buitenland. Hij schreef essays over schilder- en beeldhouwkunst en leidde het werk in van een vijftigtal artiesten.
Vanaf 1988 brengt hij gesmaakte multimedia-optredens met poëtische diadocumentaires over eigen werk en beeldende kunstenaars.

## Werk
Mark Meekers' werk bestaat voornamelijk uit poëzie, essays en kortverhalen.

### Poëzie
Mark Meekers schreef een vijftiental dichtbundels, een selectie:
- 1958 Grenslijn van Verveling
- 1983 Bladspiegels, flinterverzen
- 1984 Verrukkelijk Vergankelijk
- 1988 Ongeneeslijk Feest
- 1990 Een schot in de zon (gedichten rond Vincent Van Gogh)
- 1996 Een wijze van zien, een wijze van zijn, (livre d’artiste in samenwerking met Frieda Lambregs)
- 1999 Feesten van Licht (gedichten rond Rembrandt)
- 2002 Paradijskoorts (gedichten rond Paul Gauguin)
- 2005 Een adem van brons / Un souffle d’airain (vertaling: Bernard de Coen) (gedichten rond Constantin Meunier)
- 2006 Orpheus in de haven (gedichten rond Eugeen van Mieghem)
- 2009 Ropsiennes. Gedichten bij leven en werk van Félicien Rops (1833 – 1898)
- 2009 Doelgericht. (Gedichten geschreven in de periode dat de auteur dorpsdichter van doel was.)
- 2009 Land van stand: “was Brabant maar dichterbij” (Gelegenheidspublicatie t.g.v. gedichtendag 2010)
- 2009 Over leven en overleven in Tanzanië. (poëtisch fotoboek)
- 2010 Rudy van Meekers : schilder = pintor = painter. (monografie)
- 2012 FUSION, kunstenaars uit Zuidwest-Frankrijk, artistes-peintres du Sud-Ouest. (monografie)
- 2012 Hink-stap-sprong. (bundel essays over Haiku)
- 2013 Oorsteentjes. Flinterverzen. Haiku / Senryu
- 2014 Salto Vitale. (bloemlezing uit 15 bundels en 30 jaar poëzie)
- 2016 Bodemloos blauw. Gedichten bij leven en werk van Marc Chagall, 1887-1985.
- 2016 Alleen in een lied kan ik wonen. Poëtische chansons.
- 2019 Uit de volière van mijn hart. Nagelaten gedichten 1958-1982.
- 2020 Slagwerk. Kleine coronasuite. (Gedichten over de coronacrisis)

### Romans en korte verhalen
Mark Meekers schreef in 1992 een 'existentialistische' roman, Asiel in Niemandsland, waarin verlies van identiteit, verdubbeling en ontdubbeling van de persoonlijkheid en de paradox van de dubbelganger centraal staan.
Voorts schreef hij een groot aantal (bekroonde) kortverhalen, waarvan een selectie:
- "Villa "L'Avenir"", in: Het Huiszielenproject, een verzameling korte verhalen van Vlaamse en Nederlandse auteurs, uit.: Littera, gent, 1999, p. 86-92, ill
- "Das Lied von der Erde", in: Handpalmverhalen 1987-1992, uitg.: Paradox pers, Antwerpen, 1992, p. 22-23
- "Een woord is maar een woord", in: M. De Smet en A. Middendorp, Om een lang verhaal kort te maken, uitg.: De Koofschep, Hilversum-Antwerpen, 1991, p. 8-10
- "Proza of Poezie", in: M. De Smet en A. Middendorp, Om een lang verhaal kort te maken, uitg.: De Koofschep, Hilversum-Antwerpen, 1991, p. 7-8
- "Elk vogelhuisje heeft zijn kruisje", in: I. Stabergh en A. Middendorp, Uit het leven gegrepen, thematische verhalenbundel over gebeurtenissen uit het dagelijks leven, uitg.: de Koofschep, Hulshout/Hilversum, 1989, p. 118-122
- "Handel en wandel", in: Concept, multicultureel literair tijfdschrift, jg.13, nr. 4, december 1999, p. 257-259
- "Een reis achter de kleur", in: Leuvense Letters, jg. 5, nr. 1, maart 1889, p. 24-34
- "Terugkeren is een beetje sterven", in: Appel, driemaandelijks literair tijdschrift, jg. 10, juni 1985, p. 67-71
- "SaltoVitale", in: Knack, weekblad, juli 1983

### Essays
Een kleine greep uit de essays van Mark Meekers:
- Emile Verhaeren opnieuw ter sprake (1855-1916), in: Concept, multicultureel literair tijdschrift, jg. 14, Nr. 3, september 2000, p. 184-201, 2 ill.
- Humoritis, in: De Wekker, kwartaalschrift van v.z.w. De Wekker, december 1999, p. 3-4, ill. frontpagina
- Oog in Oog met kleur. Kunst en het Oog / Face à face avec la Couleur. L'Oeuil et l'Art, in: Sobeveco Journal, vol. 3, nr. 1, 1995, p. 17-27, 5 kleurenill.
- O Schone tintelkleure. Herman Gorter, die dichter met het schildersoog, in: Wel, driemaandelijks tijdschrift, jg. IX, nr. 2, maart 1992, p. 15-23
- Als klimop tegen de muren, zoo moet de pen tegen het papier op, in: Wel, driemaandelijks tijdschrift van de Universitaire Werkgroep Literatuur, jg. 8, nr. 2, maart 1991, p. 20-60
- Ironie, dialectiek, ernst. gesprek met Leo Copers, in: Zefier, driemaandelijks tijdschrift voor literatuur en niet-verbale kunsten, jg. 2, nr. 7, 1987, p. 55-60
- Een vergezicht is vooral veel pijn hebben (over Alain Delmotte), in: Zefier, driemaandelijks tijdschrift voor literatuur en niet-verbale kunsten, jg. 2, nr. 6, vierde kwartaal 1986, eerste kwartaal 1987, p. 46-47

## Bekroningen
Zijn literair werk meer dan honderdmaal onderscheiden in Vlaanderen en Nederland onder meer met:
- Eerste plaats bij de Poëzieprijs van Amnesty International (Brugge, 1985)
- Essayprijs van het tijdschrift Wel (Leuven, 1992)
- Internationale Ambrozijnprijs voor poëzie (Ieper, 1993)
- Poëzieprijs Haarlem (Literaire Instuif) (Haarlem, Nederland, 1995)
- Conceptprijs voor haiku/senryu (Amsterdam, 1996)
- Wedstrijd Flitsverhaal, Prozagedicht van het tijdschrift WEL (Leuven 2005)
- Poëziewedstrijd van de provincie Vlaams-Brabant.
- Poëzieprijs Boontje (2013)[3]

## Dorpsdichter
Verschillende Vlaamse steden, waaronder Antwerpen en Gent, stellen elk jaar een 'stadsdichter' aan die zijn visie op de stad uitdrukt in een aantal teksten en gedichten. In 2007 verkoos het bedreigde polderdorp Doel echter Mark Meekers als eerste 'dorpsdichter' om de aandacht te vestigen op de geplande vernietiging van Doel.
Doel wordt bedreigd door de uitbreiding van de haven van Antwerpen, en is het centrum geworden van heel wat volks verzet. De bewoners en sympathisanten weten geregeld in de media te komen met hun culturele evenementen, politieke manifestaties en acties voor de rechtbanken. Mark Meekers neemt zijn dorpsdichterschap zeer serieus, en vervoegt het protest met politiek en sociaal geëngageerde poëzie.